# 解狐
解狐（？—前570年），春秋时期晋国人，解氏。
前570年，中军尉祁奚请求告老，他开始向晋悼公举荐和自己有私怨的解狐。晋悼公任命解狐之际，解狐就病死了。解狐死后，祁奚又推荐自己的儿子祁午。人称他内举不避亲，外举不避仇。
《韩非子》和《韩诗外传》将推荐之人由祁奚改成了解狐，而被推荐的仇人，由解狐改成了荆伯柳。